# سیمین‌پهلوهای نوگرمسیری
سیمین‌پهلوهای نوگرمسیری (نام علمی: Atherinopsidae) نام یک تیره از راسته گل‌آذین‌ماهی‌سانان است.